# Diego Hurtado de Mendoza y Pacheco
Pour les articles homonymes, voir Diego Hurtado de Mendoza.
Diego Hurtado de Mendoza y Pacheco, né à Grenade en 1503 et mort à Madrid le 14 août 1575, est un poète et diplomate espagnol, ambassadeur d'Espagne en Italie. Depuis le XVIIe siècle, certaines thèses le présentent comme l'auteur du Lazarillo de Tormes, qui semblent confirmées par la découverte en 2010 d'un manuscrit autographe de Hurtado de Mendoza qui mentionne des "corrections effectuées" pour l'impression de l’œuvre.
Jean Second lui adresse une de ses épîtres (Epistolarum libri duo, II, 6) : Didace, quid, frustra, uatem leuioribus olim ....

## Biographie
Fils du comte de Tendilla, il étudie à Grenade puis à l'Université de Salamanque. Diego eut une enfance plutôt aisée, influencée par sa figure paternelle. Son père, Íñigo López de Mendoza y Quiñones plus connu sous le nom de «El Gran Tendilla», à la naissance de Diego était Capitaine Général du royaume de Grenade et possédait une résidence basée à l'Alhambra. Sa mère Francisca Pacheco était la fille de Juan Pacheco marquis de Villena. 
Son père poursuivant la tradition familiale des Mendoza qui unissait l'art de la guerre et les lettres, donne à ses fils une éducation éclairée sous la tutelle des plus illustres percepteurs de son temps depuis l'Italie à Grenade en passant par Pedro Mártir de Anglería. Ainsi, c'est la culture des Maures et celle des esprits éclairés de la Renaissance qui entourèrent l'éducation du jeune Diego. 
Il fut ambassadeur à la cour d'Henri VIII d'Angleterre en 1537. Celui-ci devenu veuf, Diego avait la charge de négocier des mariages royaux qui échouèrent tous. Pourtant grâce à cela, il fut nommé ambassadeur de Venise (1539-1547) pour représenter Charles Quint au concile de Trente.  
Ambassadeur à Rome en 1547, il fut par la suite gouverneur de Sienne où il subit une insurrection. On l'accusa d'irrégularités financières, cette affaire fut défaite trente ans plus tard avec son absolution. En Espagne, il fut le fournisseur de l'Armée de Laredo et en 1556 il fut décoré de l'Ordre d'Alcántara. Trois ans plus tard, il est à Bruxelles durant l'agonie du prince Don Carlos où il eut dispute violente avec un chevalier qui le conduisit à l'exil vers Medina del Campo sur ordre du roi Felipe II. Quelques mois après il retourna à Grenade où son cousin le marquis de Mondéjar l'expédia au devant de l'armée qui dut combattre l'insurrection des Maures. Il résida à Grenade jusqu'en 1574, année à laquelle il put accéder à la Cour mais pas au Palais. 
Il meurt en 1575 après qu'il fut amputé d'une jambe qui avait gangrené. 
Il était aussi en relations épistolaires avec sainte Thérèse d'Avila. 